# Tour aux poudres d'Andernach
Pour les articles homonymes, voir Tour poudrière (homonymie).
La tour aux poudres d'Andernach (Pulverturm Andernach) est une tour du château de l'électorat de Cologne à Andernach, en Allemagne, et en même temps une tour fortifiée des fortifications de la ville. Elle est construite en 1519 à la demande de l'archevêque de Cologne et du prince-électeur Hermann V de Wied pour étendre et renforcer la défense de la ville datant de déjà 300 ans.
La tour, qui mesure aujourd'hui 18 mètres de haut, repose sur une maçonnerie cylindrique de 13 mètres de haut comprenant trois étages d'un diamètre de 12 mètres, avec une frise trilobée en tuf qui l'entoure à environ 1,60 mètre sous la base du toit. Une autre frise cintrée en fait le tour au niveau du sol, et dessous, le mur prend une forme convexe : il s'agit de la partie autrefois rattachée au mur des douves.

La pente du toit d'origine de la tour est inconnue, mais à l'époque médiévale, elle était peut-être beaucoup plus raide et le toit plus élevé : après sa destruction en 1689, la tour reste près de 300 ans en ruine sans toit.

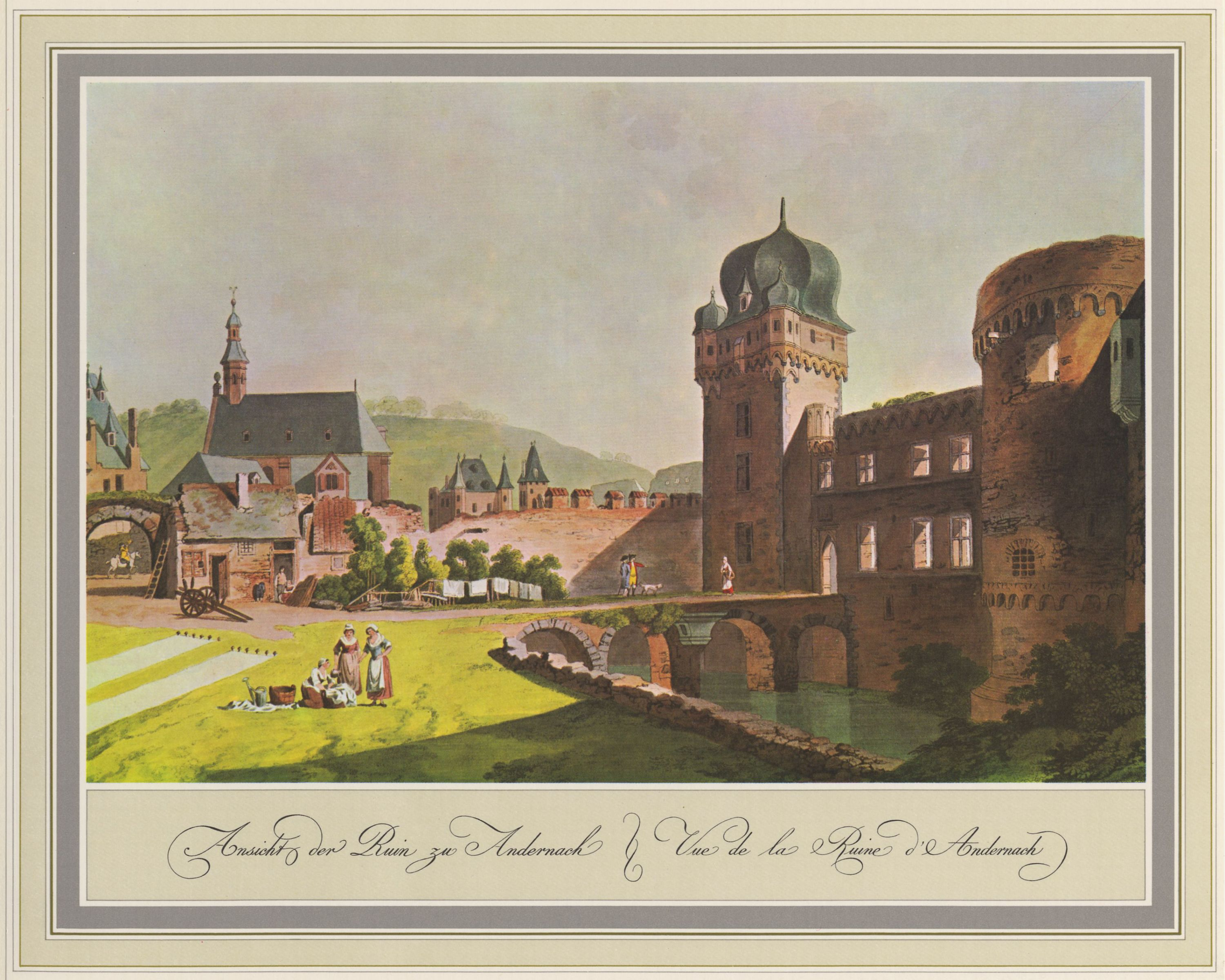
Les ruines depuis le sud avec le Pulverturm à droite, par Johann Andreas Ziegler, 1792. Derrière : l'église de l'Annonciation, le Zollturm et le Bürgerturm

 En 1980-1981, des travaux de rénovation sont entrepris, en particulier sur les huit tours fortifiées subsistantes de l'enceinte de la ville, au cours desquelles la tour aux poudres est restaurée. Le mur extérieur disparu est reconstruit et une nouvelle flèche et un épi de faîtage recouverts d'ardoise sont ajoutés en 1981. La tour et le bergfried sont les seuls bâtiments intacts du wasserburg électoral de Cologne.